# Kristian Nyquist
Kristian Nyquist (* 1964 in Los Angeles) ist ein US-amerikanischer Cembalist und Pianist (Hammerklavier).
Nyquist studierte bei Christine Daxelhofer an der Hochschule für  Musik Karlsruhe. Er ergänzte seine Ausbildung bei Huguette Dreyfus in  Paris. Weiter besuchte er Kurse bei Colin Tilney, Bob van Asperen und Gustav Leonhardt. Nyquist ist  Dozent an den Musikhochschulen Mannheim und Karlsruhe. Er spielte CDs für die Labels Pavane, Telos, Koch-Schwann und Etoile Productions ein. Als Spezialist für Hammerklavier wirkt er im Endymion-Trio mit.

## Tonträger
- Cembalo-Impressionen (Pavane)
- Italienische Serenade
- Fünf Sonaten für Flöte und Cembalo
- Kantate "Ixion" & Kammermusik